# Thelaxes
Thelaxes är ett släkte av insekter som beskrevs av John Obadiah Westwood 1840. Enligt Catalogue of Life ingår Thelaxes i familjen långrörsbladlöss, men enligt Dyntaxa är tillhörigheten istället familjen gömbenbladlöss.
Kladogram enligt Catalogue of Life och Dyntaxa:
| Thelaxes | \| \| Thelaxes californica \| \| \| \| \| \| Thelaxes dryophila \| \| \| \| \| \| Thelaxes suberi \| \| \| \| \| \| Thelaxes valtadorosi \| \| \| \| |
|          | \| \| Thelaxes californica \| \| \| \| \| \| Thelaxes dryophila \| \| \| \| \| \| Thelaxes suberi \| \| \| \| \| \| Thelaxes valtadorosi \| \| \| \| |
|          | Thelaxes californica |
|          | |
|          | Thelaxes dryophila |
|          | |
|          | Thelaxes suberi |
|          | |
|          | Thelaxes valtadorosi |
|          | |